# Ploufragan
Ploufragan is een gemeente in het Franse departement Côtes-d'Armor, in de regio Bretagne. De gemeente telde 11.347 inwoners op 1 januari 2022. De plaats maakt deel uit van het arrondissement Saint-Brieuc.
In de gemeente zijn verschillende menhirs en megalithische grafsites (hunebedden / allées couvertes). De neogotische kerk Saint-Pierre is 19e-eeuws.

## Geschiedenis
De gemeente werd in de tweede helft van de 19e eeuw doorsneden door de spoorlijnen Parijs-Brest en later Saint-Brieuc-Pontivy. In de jaren 1920 kwamen er een rangeerstation en een spoorwegdepot op de grens met Saint-Brieuc. In 1938 werd een vliegveld aangelegd in de plaats Plaine Ville, dat tijdens de Tweede Wereldoorlog gebruikt werd door de Duitsers. Vanaf de jaren 1950 kwam er industrie in de gemeente en werd de wijk Iroise met hoogbouw opgetrokken. Hierdoor verdubbelde de bevolking van de tot dan landelijke gemeente tussen 1962 en 1975.

## Geografie
De oppervlakte van Ploufragan bedroeg op 1 januari 2022 27,06 vierkante kilometer; de bevolkingsdichtheid was toen 419,3 inwoners per km².
Het hoogste punt van de gemeente is de Rocher Goëland (179 m). 162 ha van de gemeente is bebost.
De onderstaande kaart toont de ligging van Ploufragan met de belangrijkste infrastructuur en aangrenzende gemeenten.

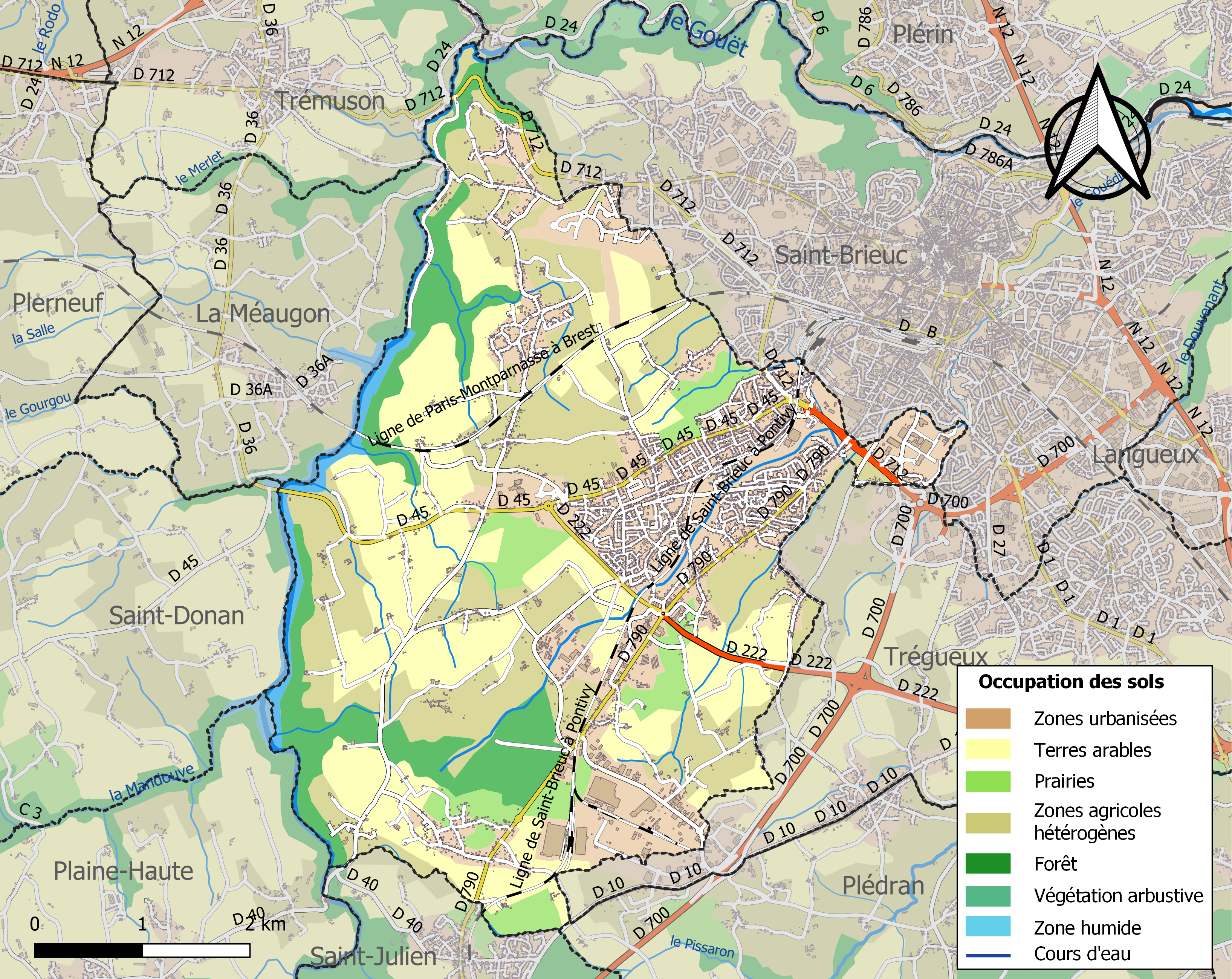

## Demografie
Onderstaande figuur toont het verloop van het inwonertal (bron: INSEE-tellingen).